# Salm-Neuburg

Wapen van Salm-Neuburg

Salm-Neuburg is een zijlinie van het geslacht Salm.  Hun gebied land bij Neuburg am Inn in  Beieren
Het grondgebied van het geslacht Salm werd in 1165 verdeeld in twee graafschappen: Neder-Salm (in de Ardennen) en Opper-Salm (in de Vogezen in het huidige Frankrijk). Opper-Salm deelde zich 1431 op in het gelijknamige Opper-Salm en Salm-Badenweiler. 
Het wild- en rijngraafschap Salm-Neuburg ontstond in 1520, toen Salm-Badenweiler zich opsplitste in Salm-Neuburg en ander deel dat Salm-Badenweiler bleef heten. In 1653 ging het grondgebied Salm-Neuburg naar het geslacht Sinzendorf. De familie bleef hun titels wel houden tot in 1784 Frans Vincent, de laatste wild- en rijngraaf van Salm-Neuburg, kinderloos overleed.
In 1731 werd het gebied aan het bisdom Passau verkocht

## Heersers van Salm-Neuburg
- Nicholaas I (1529-1550)
- Nicholaas II (1550-1574)
- Julius I (1574-1595)
- Weichard (1595-1612)
- Karel (1612-1664) en Julius II (1612-1655)
- Ferdinand Julius (1655-1697)
- Frans Leopold (1697-1702)
- Ernst Leopold (1702-1722)
- Karel Otto (1722-1766)
- Frans Vincent (1766-1784)